# Fuerte de Bregille

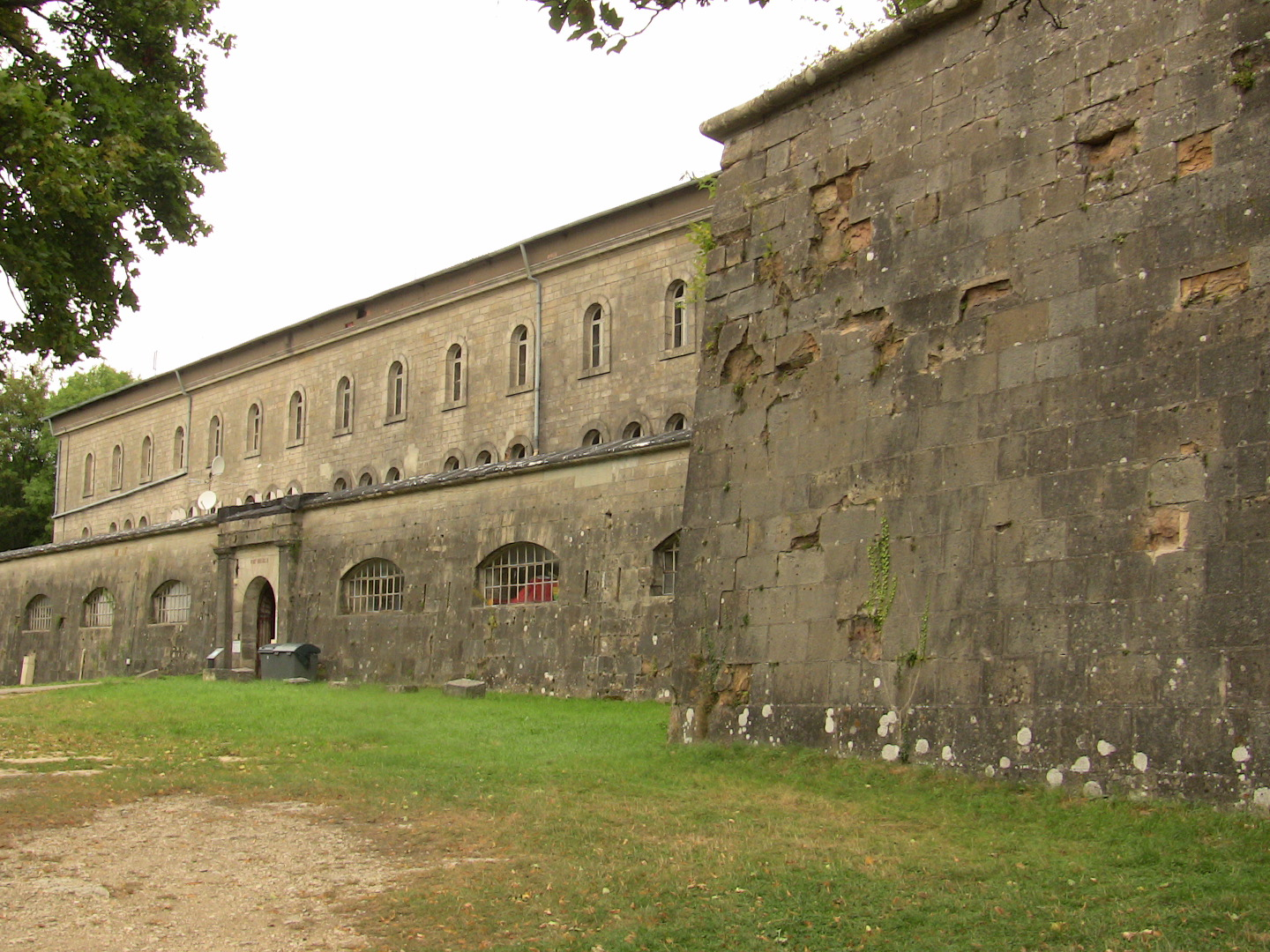
Fuerte de Bregille.

El fuerte de Bregille, cuyo nombre oficial es fort Morand, es una fortaleza del siglo XIX ubicada en la ciudad de Besanzón, en el departamento francés de Doubs, región del Franco Condado, en el nordeste de Francia, situada sobre una colina a 446 metros sobre el nivel del mar. Construida entre los años 1820 y 1832, esta fortaleza ocupa un lugar estratégico, ya que está en lo alto de una colina. En 1831, el rey Luis Felipe I visitó el edificio.
En la actualidad no se puede visitar su interior, ya que alberga una comisaría de policía y una asociación protectora de animales.